# ウィリアム・キャヴェンディッシュ (1505-1557)
ウィリアム・キャヴェンディッシュ (Sir William Cavendish, MP, 1505年頃 – 1557年10月25日）はイングランド王国テューダー朝の政治家、騎士および廷臣である。ウィリアムは宮廷を助けて巨万の富を築き、た修道院解散ではトマス・クロムウェルの修道院巡察官（visitors of the monasteries）の一人となった。1547年にサースク（Thirsk、ヨークシャー）選出の国会議員となった 。
1547年に「ハードウィックのベス」ことエリザベス・ハードウィックと再婚して、1552年または1553年から夫婦でチャッツワース・ハウスの建設を始めるが、その完成はウィリアムの死後になった。
次男のウィリアム (1552年 - 1626年) は初代デヴォンシャー伯爵となったが、この爵位は財政難の国王ジェームズ1世から購入して得たものである。

## 来歴
ウィリアムはトマス・キャヴェンディシュ（1472年 - 1524年）とパドブルック・ホール（Padbrook Hall、サフォーク）のアリス・スミスの下の息子である。父トマスは、財務府裁判所（Court of Exchequer）の高位の会計官吏であるClerk of the Pipe（財務記録の管理者）だった 。
ウィリアムはサフォークのキャヴェンディッシュ村に所領を持っていたジョン・キャヴェンディッシュの曽孫である。ジョンはデヴォンシャー公爵家とニューカッスル公爵家に継承された「キャヴェンディッシュ」という家名の祖となった人物である。

## 生涯
ウィリアムはトマス・クロムウェルの修道院巡察官（visitors of the monasteries）の一人となった。国王ヘンリー8世が1530年代末に行った修道院解散でカトリック教会の財産を没収し国庫に移入した時である 。これは結果としてウィリアムの財政通として財務省に在職するという出世につながり、ウィリアムの財産につながった。ウィリアムは修道院解散の際に余計な富を不当に蓄財していると非難された。クロムウェルの失脚後、ウィリアムは第10代キルデア伯トマス・フィッツジェラルドの反乱（絹衣のトマスの乱）の間にイングランドに降伏した土地の調査と評価のためアイルランドに派遣された。

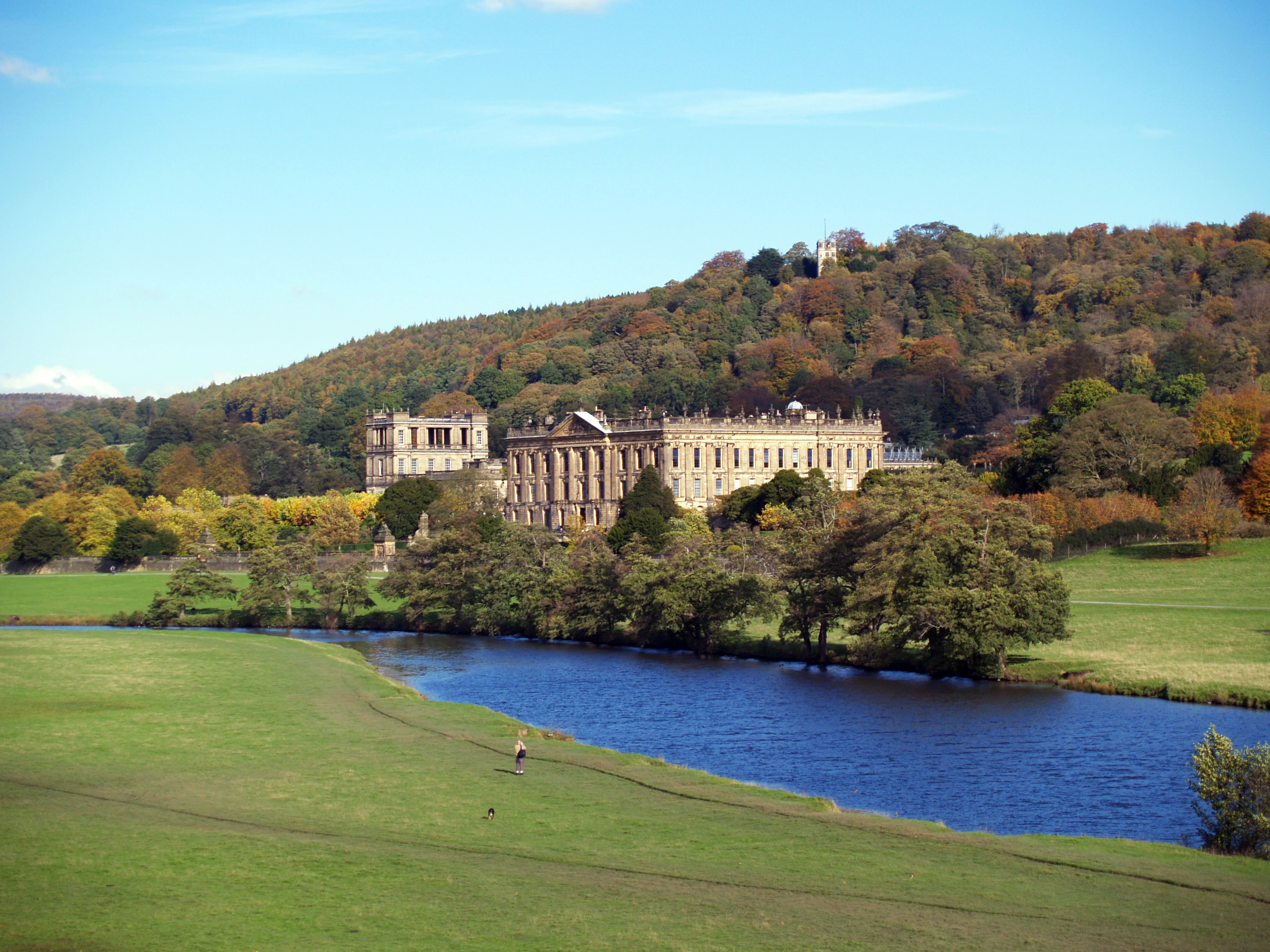
キャヴェンディッシュ家によって建てられたチャッツワース・ハウス（ダービーシャー）

ウィリアムはヘンリー8世の3番目の王妃ジェーン・シーモアの兄弟であるエドワードとトマスのシーモア兄弟と、更に彼らを通じてジェーン・グレイの一族ともつながっていたが、一方でまたメアリー王女に好意のしるしを送るようにも配慮していた。ウィリアムは1546年から1553年にかけてTreasurer of the Chamberに任命されたが、会計検査後、巨額横領のかどで告発された。ウィリアムの死だけが家族を不名誉から救った。
メアリー1世の治世中にトマス・ウルジー枢機卿に好意的な伝記が初めて出版された。それはヘンリー8世にウルジーの死の報を伝えた最側近の補佐官の視点から書かれたものだった。何世紀にもわたりウィリアムがその著者だと言われていたが、現在、歴史家はウィリアムの兄ジョージ・キャヴェンディッシュ (1494年 – 1562年) の作であるとしている。

## 家族
ウィリアム・キャヴェンディッシュは3人の妻との間に計16人の子をもうけた。
最初の妻はマーガレット・ボストックで、5子をもうけたが3人の娘しか生き残らなかった。
- キャサリン　コバム卿の息子トマス・ブルックと結婚
- メアリー（1547年以降没）
- アン　1561年、ヘンリー・ボイントン卿と結婚
- マーガレット（1540年没）

1542年にエリザベス・パーカーと再婚した。3子をもうけたがすべて夭折した。1546年、エリザベスは娘を死産した後に亡くなった。
1547年に「ハードウィックのベス」ことエリザベス・ハードウィックと3度目の結婚をした 。ウィリアムはサフォークにおける資産を売却し、ベスの故郷であるダービーシャーに居を移した。ウィリアムは1549年にチャッツワース・エステート（Chatsworth Estate）を購入し、そしてこの夫婦は1552年または1553年にチャッツワース・ハウスの建設を始めた。
ウィリアムが没するまでの10年間に、彼らは8人の子をもうけ、6人が幼少期を生き延びた。
- フランセス（1548年 - 1632年）　第1子。長女。ヘンリー・ピエールポント卿（英語版）と結婚し3子をもうけた。
- ヘンリー（英語版）（1550年 - 1616年） 　第3子。長男。エリザベス1世の代子。Knight of the Shireと国会議員（MP）を20年以上務めたが 、やがて弟ウィリアムのために母により廃嫡された。グレース・タルボットと結婚したが妻を嫌って正当な子供がない一方、愛人との間に4男4女をもうけた。ウォーターパーク男爵家の祖。
- ウィリアム（英語版）（1552年 - 1626年）　第4子。次男。初代デヴォンシャー伯爵。現存するデヴォンシャー公爵家の祖。エリザベス皇太后を通して現在のイギリス王室の祖先でもある。
- チャールズ（1515年 - 1617年）　第5子。三男。メアリー1世の代子。キャサリン・オグルと結婚。息子のウィリアムは初代ニューカッスル・アポン・タイン公爵となった。
- エリザベス（1555年 - 1582年）　第6子。次女。初代レノックス伯（英語版）チャールズ・ステュアートと後に物議を醸すことになる結婚をする。1603年に娘のアラベラ・ステュアートがイングランドの王位を主張したのである[6]。1610年にアラベラはウィリアム・シーモア（のちの第2代サマセット公）と秘密結婚をしたがこれが王位への脅威とみなされ[7]、ロンドン塔に投獄された。国外逃亡を図るもアラベラは連れ戻され、1615年にロンドン塔で死亡した。
- メアリー（英語版）（1556年 - 1632年）　第7子。三女。第7代シュルーズベリー伯ギルバート・タルボット（英語版）と結婚。末娘のAlethea（英語版）は第5代ノーフォーク公爵トマス・ハワードの祖母である。
- 長男ヘンリーの妻グレースと三女メアリーの夫ギルバートは、後のベスの再婚相手である第6代シュルーズベリー伯ジョージ・タルボットの前妻との間の子である。